# Nobuo Satō
Pour les articles homonymes, voir Sato.
Nobuo Satō, né le 3 janvier 1942 à Ōsaka au Japon), est un patineur artistique japonais, décuple champion du Japon de 1957 à 1966.

## Biographie

### Carrière sportive
Dix fois champion du Japon, il a représenté son pays à deux olympiades. Il s'y classe 14e aux Jeux de 1960 à Squaw Valley et 8e aux Jeux de 1964 à Innsbruck. Son meilleur résultat aux championnats du monde a été sa 4e place en 1965 à Colorado Springs.

### Reconversion
Avec Machiko Yamada, il est l'un des entraîneurs qui a connu le plus de succès au Japon. Ses meilleurs élèves, anciens ou actuels, sont : Yuka Satō, Fumie Suguri, Miki Ando, Takahiko Kozuka, Yukari Nakano et Mao Asada.

### Famille
Il s'est marié en 1969 avec la patineuse japonaise Kumiko Okawa, qui a été double championne du Japon en 1967 et 1968, et est le père de Yuka Satō qui a été championne du monde de patinage artistique en 1994.

### Hommage
En janvier 2010, il est nommé au "Temple mondial de la renommée du patinage artistique" (World Figure Skating Hall of Fame).

## Palmarès
| Compétition                                                                                              | 1956 | 1957 | 1958 | 1959 | 1960 | 1961 | 1962 | 1963 | 1964 | 1965 | 1966 |
| Jeux olympiques d'hiver                                                                                  |      |      |      |      | 14e  |      |      |      | 8e   |      |      |
| Championnats du monde                                                                                    |      |      |      |      | 12e  | CA   | 10e  | 10e  | 8e   | 4e   | 5e   |
| Championnats du Japon                                                                                    | 3e   | 1er  | 1er  | 1er  | 1er  | 1er  | 1er  | 1er  | 1er  | 1er  | 1er  |
| Légende : CA= Championnats du monde de 1961 annulés à cause de la catastrophe aérienne du vol 548 Sabena |      |      |      |      |      |      |      |      |      |      |      |